# Hueck

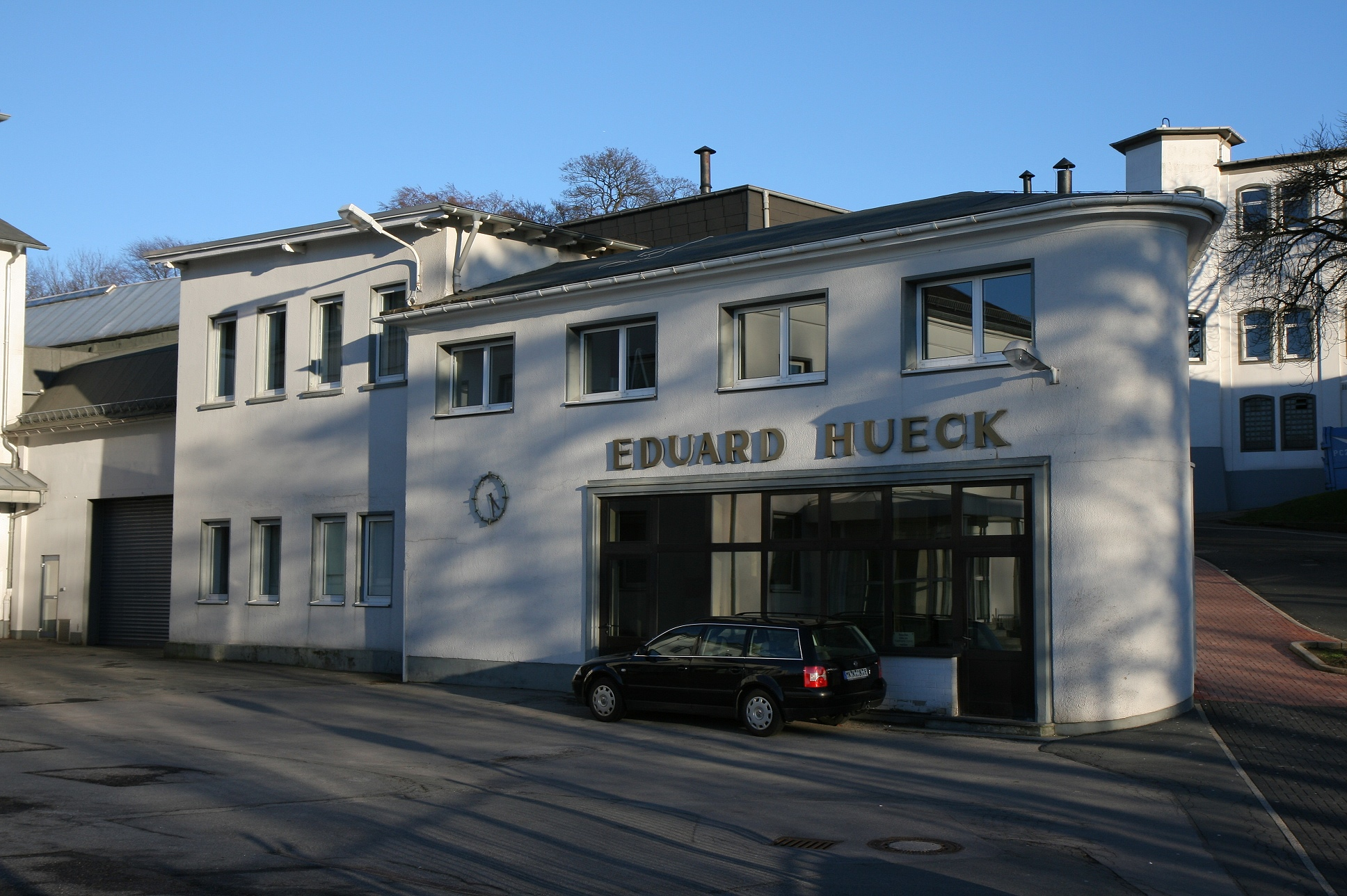
Gebäude in Lüdenscheid

Die in Lüdenscheid ansässige Hueck GmbH & Co. KG ist ein international agierender Hersteller von Aluminiumprofil-Systemen und Aluminiumprofilen. Mit über 600 Mitarbeitern ist sie eine der größten Arbeitgeber in Lüdenscheid.

## Geschichte
Gegründet wurde der Betrieb 1814 durch die Gebrüder Hueck als „Fabrik in diversen Knöpfen und Handlung in Eisen-, Stahl- und Messingwaren“. Der Unternehmensname (Firma) „Eduard Hueck“ entstand 1864, er hat bis heute Bestand. Das Messingwalzwerk an der Loher Straße nahm 1879 den Betrieb auf; die erste Dampfmaschine wurde eingesetzt. 1908 ging die erste Strangpresse in Betrieb. In Lüdenscheid-Elspe entstand bei Hueck 1938 ein Walzwerk zur Produktion großformatiger Aluminium- und Messingbleche. 1952 begann die Entwicklung der Hueck-System-Profile (Erstes Objekt: Blau-Gold-Haus für „4711“ in Köln). In Lüdenscheid-Elspe entstanden 1962 das Aluminium-Strangpresswerk und die Aluminium-Gießerei. Ab 1971 wurden wärmegedämmte Profile für das Hueck-eigene System gefertigt. 1997 wurde das Walzwerk stillgelegt und die Fertigung auf Erzeugung und Bearbeitung von Aluminiumprofilen ausgerichtet. 2001 erfolgte der Kauf der Hartmann System GmbH.
Von 1923 bis 2021 hielt die Familie Hueck die Mehrheit der Hella GmbH und Co. KGaA, einem bedeutenden Zulieferer der Automobilindustrie mit heute rund 38.000 Mitarbeitern.
Auf der vom Manager Magazin erstellten Liste der 500 reichsten Deutschen wurde das Vermögen der Familie Hueck für das Jahr 2013 auf 1,4 Milliarden Euro geschätzt, was Rang 87 entspricht.

## Produktpalette
Das Programm umfasst im Einzelnen: (Entwicklung, Herstellung, Bearbeitung, Vertrieb) 
- Aluminium-Systeme

für Fenster, Türen, Glasanbauten, Schaufensteranlagen, Dächer, Vordächer, Fassaden, im Bauwesen. Sonderbauteile werden auch für Structural-Glazing-Fassaden (SSGS-Fassaden), Photovoltaik-Elementen sowie  Rauchdicht- und Brandschutzkonstruktionen.
- Industrieprofile

für verschiedene Branchen, z. B. Elektrotechnik, Maschinenbau,  Möbel/Design, und Verkehrswesen.
- Aluminium-Pressbarren

als Vorprodukt für Strangpressen.

## Daten und Fakten
| Einrichtung :     | Kapazität :              |
| ----------------- | ------------------------ |
| Gießerei          | 45.000 t/Jahr            |
| Werkzeugbau       | ca. 1.300 Werkzeuge/Jahr |
| Presswerk         | 27.350 t/Jahr            |
| PA-Isolieranlagen | 4.500.000 m/Jahr         |
| Profilbearbeitung | ca. 2.500 t/Jahr         |
| Hochregallager    | 5.674 Stellplätze        |
| Zubehörlager      | ca. 7.700 Artikel        |

## Kulturelle Aktivitäten
Die Familie Hueck gehörte zu den Initiatoren und Mäzenen des Kleinen Musikfestes, das am ersten Maiwochenende in 35 Jahren insgesamt 30 Mal veranstaltet wurde und im Jahr 1973 zum letzten Mal stattfand. Weltberühmte Musiker (u. a. Hans-Martin Linde) und v. a. spielten Musik des Barock. "Jetzt üben wir noch Buxtehude, dann stürmen wir bei Huecks die Bude!" wird als bei den Musikern beliebter Vers überliefert.